# Vasti Michel
Vasti Michel (Concepción, 25 de marzo de 1976) es una cantautora chilena.
Nacida en una familia de cantoras en Concepción, vivió varios años en la pequeña comuna de Traiguén, para más tarde establecerse en la capital Santiago. Estudió educación diferencial, profesión a la que se dedicó hasta 2006, año en que decide dedicarse por entero a la música. Comienza interpretando versiones en bares de Santiago y Valparaíso. Más tarde realiza un concierto en la ciudad argentina de Mendoza.
El 2009 se hace acreedora de la quinta convocatoria del Premio Sello Azul, discográfica con la que graba su álbum primer álbum De tierras y asfaltos. El 12 de junio del mismo año, teloneó junto con Camila Moreno a Pedro Aznar, en su segundo día de concierto en Santiago, luego de haber sido teloneado el día anterior por Elizabeth Morris.

## Discografía

### Álbumes
- 2009 - De tierras y asfaltos
- 2010 - Viento verde
- 2012 - Pensamiento i frecuencia

### Sencillos
- 2009 - Individual sociedad
- 2010 - Viento verde
- 2012 - El tiempo que requiero